# Raúl Salas
Raúl Salas, (n. el 4 de septiembre de 1971, en Monterrey, Nuevo León) es un entrenador mexicano del equipo CF Monterrey. Se desempeñó como futbolista de fútbol rápido con la posición de portero, su mejor temporada fue la de 1995 donde se convirtió en el portero con más triunfos (22), consolidando su posición como portero titular de La Raza de Monterrey.
Posteriormente jugó con el equipo CF La Piedad en Primera División "A" en la temporada 1994-1995. Fue campeón de Liga con el equipo de Rayados de Tercera División. 
Inició su carrera a nivel amateur con el equipo Deportivo Peral.

## Clubes
| Club                 | País   | Año       |
| -------------------- | ------ | --------- |
| Deportivo Peral      | México | 1990-1992 |
| La Raza de Monterrey | México | 1992-1994 |
| CF La Piedad         | México | 1994-1995 |
| La Raza de Monterrey | México | 1995-1997 |
| CF Monterrey         | México | 1997      |